# 치아구 제페르송 다 시우바
치아구 제페르송 다 시우바(포르투갈어: Thiago Jefferson da Silva)는 브라질의 축구 선수이며 포지션은 미드필더이다. K리그 전북 현대 모터스에서 6개월간 단기임대로 뛴 적이 있으며 K리그 등록명은 티아고이다.